# Morgann LeLeux Romero
Morgann LeLeux Romero (* 14. November 1992 in New Iberia, Louisiana als Morgann LeLeux) ist eine US-amerikanische Stabhochspringerin. Sie ist amtierende Hallenweltmeisterin im Stabhochsprung (2018).

## Sportliche Laufbahn
Erste Erfahrungen bei internationalen Meisterschaften sammelte Morgann LeLeux Romero im Jahr 2009, als sie bei den Jugendweltmeisterschaften in Brixen mit übersprungenen 4,00 m den fünften Platz belegte. 2011 siegte sie mit 4,15 m bei den Panamerikanischen Juniorenmeisterschaften in Miramar und begann im selben Jahr ein Studium an der University of Georgia. 2016 wechselte sie an die University of Louisiana at Lafayette und ging ab 2017 als Profi an den Start. 2021 siegte sie mit 4,60 m beim USATF Invitational und qualifizierte sich für die Teilnahme an den Olympischen Sommerspielen in Tokio, bei denen sie bis ins Finale gelangte, dort aber dreimal an der Einstiegshöhe von 4,50 m scheiterte. 

## Persönliche Bestleistungen
- Stabhochsprung: 4,70 m, 26. Juni 2021 in Eugene
  - Stabhochsprung (Halle): 4,70 m, 21. Februar 2020 in Baton Rouge